# Gabriel Batista
Gabriel Batista de Souza (São Gonçalo, 3 giugno 1998) è un calciatore brasiliano, portiere del Santa Clara.

## Carriera
Cresciuto nel settore giovanile del Flamengo, nel 2017 viene promosso in prima squadra con cui debutta il 18 gennaio 2018 in occasione dell'incontro di Campionato Carioca vinto 2-0 contro il Volta Redonda.
Inizialmente relegato al ruolo di terza scelta dietro i più affermati Diego Alves e César, debutta in Série A il 1º novembre 2019 entrando in campo nei minuti finali del match pareggiato 2-2 contro il Goiás.
Nel 2022 si trasferisce nella prima divisione portoghese, al Santa Clara.

## Statistiche
Statistiche aggiornate al 30 ottobre 2021.

### Presenze e reti nei club
| Stagione        | Squadra         | Campionato      | Campionato | Campionato | Coppe nazionali | Coppe nazionali | Coppe nazionali | Coppe continentali | Coppe continentali | Coppe continentali | Altre coppe | Altre coppe | Altre coppe | Totale | Totale | Totale |
| Stagione        | Squadra         | Comp            | Pres       | Reti       | Comp            | Pres            | Reti            | Comp               | Pres               | Reti               | Comp        | Pres        | Reti        | Pres   | Reti   |        |
| --------------- | --------------- | --------------- | ---------- | ---------- | --------------- | --------------- | --------------- | ------------------ | ------------------ | ------------------ | ----------- | ----------- | ----------- | ------ | ------ | ------ |
| 2018            | Flamengo        | A/RJ+A          | 3+0        | 0          | CB              | 0               | 0               |                    | -                  | -                  |             | -           | -           | 3      | 0      |        |
| 2019            | Flamengo        | A/RJ+A          | 1+1        | 0          | CB              | 0               | 0               | CL                 | 0                  | 0                  | Cmc         | 0           | 0           | 2      | 0      |        |
| 2020            | Flamengo        | A/RJ+A          | 4+3        | 0          | CB              | 0               | 0               | CL                 | 0                  | 0                  | RS          | 0           | 0           | 7      | 0      |        |
| 2021            | Flamengo        | A/RJ+A          | 6+5        | 0          | CB              | 2               | 0               | CL                 | 2                  | 0                  |             | -           | -           | 15     | 0      |        |
| Totale carriera | Totale carriera | Totale carriera | 23         | 0          |                 | 2               | 0               |                    | 2                  | 0                  |             | 0           | 0           | 27     | 0      |        |

## Palmarès

### Club

#### Competizioni statali
- Campionato Carioca: 3

Flamengo: 2019, 2020, 2021

#### Competizioni nazionali
- Campionato brasiliano: 2

Flamengo 2019, 2020
- Supercoppa del Brasile: 2

Flamengo: 2020, 2021
- Liga Portugal 2: 1

Santa Clara: 2023-2024

#### Competizioni internazionali
- Coppa Libertadores: 1

Flamengo: 2019
- Recopa Sudamericana: 1

Flamengo: 2020